# 筆楽名人
筆楽名人（ふでらくめいじん）は株式会社リオが販売しているはがき作成ソフトウェアである。Windows版とMacintosh版がある。パッケージソフトウェア、ムック本、ダウンロード販売の形式で販売されている。

## バージョン履歴
- 2015年11月20日 -  筆楽名人を提供開始。ムック本とダウンロード販売。
- 2016年11月 -  筆楽名人2017を提供開始。
- 2017年11月 -  筆楽名人2018を提供開始。
- 2018年11月 -  筆楽名人2019を提供開始。
- 2019年11月1日 -  筆楽名人2020を提供開始[1]。
- 2020年11月2日 -  筆楽名人2021を提供開始。パッケージ版での提供も開始。累計50万本出荷[2]。
- 2021年10月25日 -  筆楽名人2022を提供開始。
- 2022年10月7日 -  筆楽名人2023を提供開始。
- 2023年9月25日 -  筆楽名人2024を提供開始。
- 2024年9月26日 -  筆楽名人2025を提供開始。